# Chiesa di San Bartolomeo (Rettorgole di Caldogno)
La chiesa di San Bartolomeo è la parrocchiale di Rettorgole, frazione di Caldogno in provincia e diocesi di Vicenza; fa parte del vicariato di Castelnovo-Malo.

## Storia
La prima chiesa costruita sul luogo dovrebbe risalire all'XI secolo e probabilmente era costruita in direzione nord-sud. Dopo essere stata spogliata dei beni e parzialmente demolita ad opera di un certo Francesco Milano recuperando i mattoni per costruirsi la sua dimora venne abbattuta per lasciare posto ad una chiesa settecentesca di cui sono stati ereditati i due altari laterali.
Nel 1748 la chiesa possedeva solo un altare intitolato a San Bartolomeo e, in una teca di argento, le reliquie tratte dalle ossa di San Bartolomeo e di Santa Monica
La chiesa venne ricostruita rispetto alle strutture preesistenti negli anni 1888-89 con una struttura neogotica che si ispira alle chiese fiorentine del Trecento e con un aspetto non molto dissimile da quello odierno. Tale rifacimento fu voluto da Giovanni Battista Peruzzi:
(Iscrizione all'interno della facciata a destra della porta principale)
Nel 1898 come ultima volontà di Clementina Curti la chiesa venne ampliata aggiungendo una quarta arcata alla navata espandendo così la facciata verso nord.
(Iscrizione all'interno della facciata alla sinistra della porta principale)

## Descrizione
La chiesa presenta un'unica stanza rettangolare divisa da tre arcate per lato occupate, al centro, dalle porte laterali e, ai lati, da diverse nicchie. La prima nicchia a sinistra è organizzata come battistero e ha ospitato per lungo tempo una tela del martirio di Sant'Eurosia, mentre nella prima a destra è presente un piccolo altare dedicato al Sacro Cuore; nelle altre due nicchie sono presenti due altari Settecenteschi (appartenenti alla chiesa precedente) con la Madonna del Rosario a sinistra e una tela del martirio di San Bartolomeo a destra. Tale pala è di notevole fattura, recentemente restaurata, è datata ottobre 1757 e con Costantino Pasqualotto come probabile autore.
L'altare originario è rimasto addossato alla parete di fondo accompagnato da un'immagine della Vergine col Bambino eseguita dal Giacomelli nel 1890.